# Feliks Gawroński
Feliks Gawroński (ur. 20 maja 1923 w Zawierciu, zm. 13 lutego 2007) – poseł na Sejm PRL II kadencji w latach 1957–1961 z ramienia PZPR. 
W 1946 roku  przyjechał do Szczecina i uczestniczył w odbudowie Cukrowni na Gumieńcach, a od 1948 roku rozpoczął pracę w Centrali Zbytu Węgla w dziale przeładunków – Węglokoks. Od 1 stycznia 1950 roku, gdy powołano do życia Zarząd Portu Szczecin, pełnił funkcję dyrektora pionu administracyjnego. W 1953 roku został służbowo przeniesiony do Kołobrzegu i tam kontynuował sportowe hobby powołując do życia klub sportowy „Kotwica” z sekcjami piłki nożnej i koszykówki. Do Szczecina powrócił w 1960 roku, w PPDiUR „Gryf” kierował działem połowów. Działalność zawodową zakończył pływając na statkach i bazach rybackich.